# Vilhelmina kyrkobokföringsdistrikt

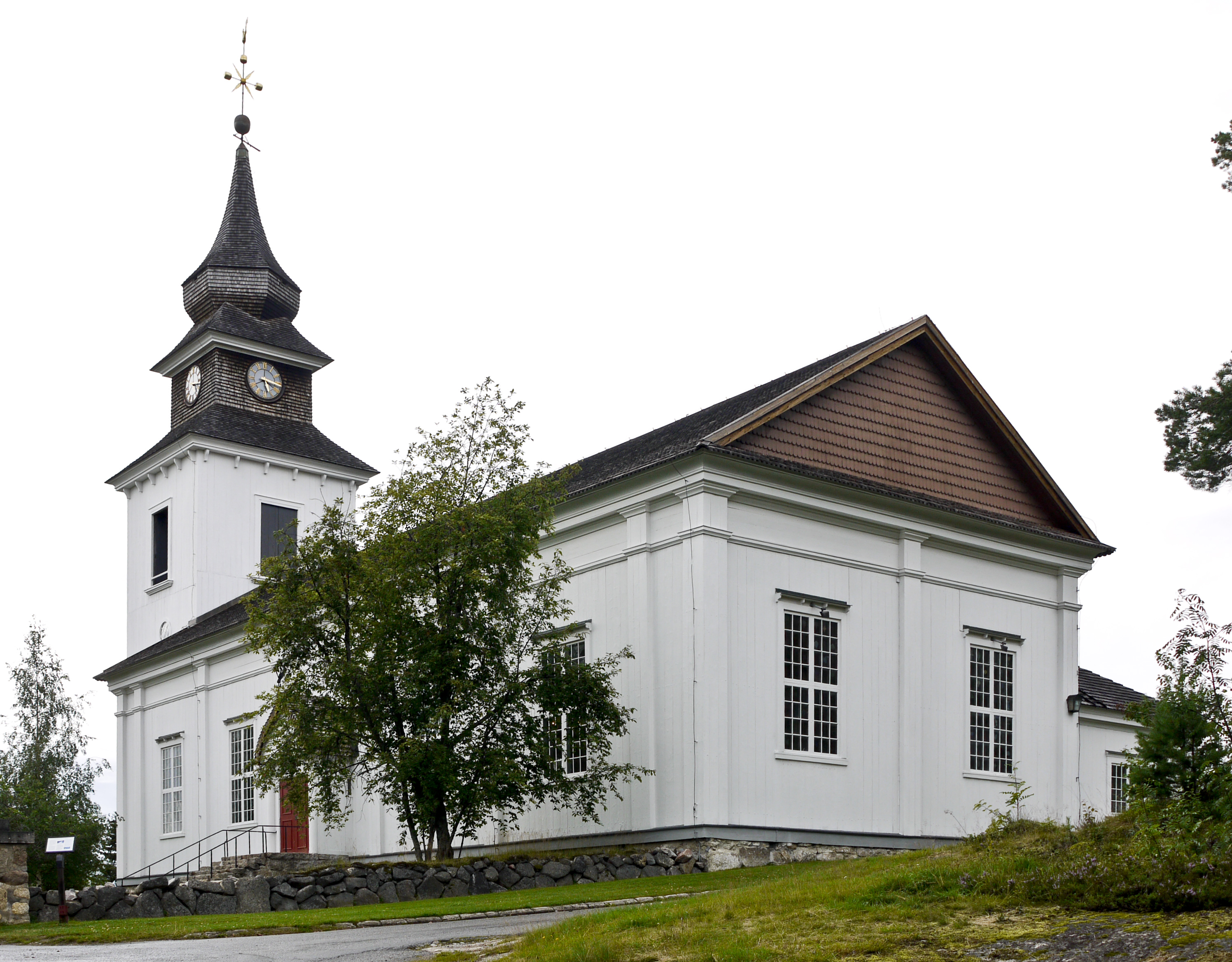
Vilhelmina kyrka.

Vilhelmina kyrkobokföringsdistrikt var ett kyrkobokföringsdistrikt (ofta förkortat kbfd) i Vilhelmina församling i Luleå stift. Dessa distrikt utgjorde delar av en församling i Sverige som i folkbokföringshänseende var likställd med en församling. Distriktet bildades den 1 maj 1923 (enligt beslut den 25 maj 1922) när Vilhelmina församling delades upp på två kyrkobokföringsdistrikt (Dikanäs och Vilhelmina) och upplöstes 1 januari 1989 när det återigen ingick i Vilhelmina församling när församlingens uppdelning på kyrkobokföringsdistrikt upphörde.
Kyrkobokföringsdistriktets namn och dess gränser fastställdes genom beslut den 4 maj 1923. Den 1 januari 1962 överfördes till Vilhelmina kyrkobokföringsdistrikt från Dikanäs ett område med 10 invånare, och i motsatt riktning ett område med 15 invånare. Denna gränsändring medförde en nettoöverflyttning av 9,44 kvadratkilometer land från Vilhelmina kyrkobokföringsdistrikt till Dikanäs kyrkobokföringsdistrikt.
Den 1 januari 1962 utbröts ur distriktet Latikbergs kyrkobokföringsdistrikt och Saxnäs kyrkobokföringsdistrikt. Latikbergs kyrkobokföringsdistrikt tillfördes åter 1 januari 1978.
Vilhelmina kyrkobokföringsdistrikt hade enligt Skatteverket församlingskoden 246200 och enligt Statistiska centralbyrån (år 1980) församlingskoden 246201.

## Areal
Vilhelmina kyrkobokföringsdistrikt omfattade den 1 januari 1976 en areal av 3 129,4 kvadratkilometer, varav 2 810,8 kvadratkilometer land, och efter införlivningen av Latikbergs kyrkobokföringsdistrikt den 1 januari 1978 en areal av 4 056,1 kvadratkilometer, varav 3 687,1 kvadratkilometer land.

## Befolkningsutveckling
| Befolkningsutvecklingen i Vilhelmina kyrkobokföringsdistrikt 1925–1987                           | Befolkningsutvecklingen i Vilhelmina kyrkobokföringsdistrikt 1925–1987 | Befolkningsutvecklingen i Vilhelmina kyrkobokföringsdistrikt 1925–1987 | Befolkningsutvecklingen i Vilhelmina kyrkobokföringsdistrikt 1925–1987 | Befolkningsutvecklingen i Vilhelmina kyrkobokföringsdistrikt 1925–1987 |
| ------------------------------------------------------------------------------------------------ | ---------------------------------------------------------------------- | ---------------------------------------------------------------------- | ---------------------------------------------------------------------- | ---------------------------------------------------------------------- |
|                                                                                                  |                                                                        |                                                                        |                                                                        |                                                                        |
| År                                                                                               |                                                                        |                                                                        | Folkmängd                                                              |                                                                        |
| 1925                                                                                             | 1925                                                                   |                                                                        | 8 967                                                                  |                                                                        |
| 1930                                                                                             | 1930                                                                   |                                                                        | 9 229                                                                  |                                                                        |
| 1935                                                                                             | 1935                                                                   |                                                                        | 9 514                                                                  |                                                                        |
| 1940                                                                                             | 1940                                                                   |                                                                        | 9 767                                                                  |                                                                        |
| 1945                                                                                             | 1945                                                                   |                                                                        | 9 916                                                                  |                                                                        |
| 1950                                                                                             | 1950                                                                   |                                                                        | 9 708                                                                  |                                                                        |
| 1955                                                                                             | 1955                                                                   |                                                                        | 9 576                                                                  |                                                                        |
| 1960                                                                                             | 1960                                                                   |                                                                        | 10 215                                                                 |                                                                        |
| 1965                                                                                             | 1965                                                                   |                                                                        | 6 851                                                                  |                                                                        |
| 1970                                                                                             | 1970                                                                   |                                                                        | 6 350                                                                  |                                                                        |
| 1975                                                                                             | 1975                                                                   |                                                                        | 6 449                                                                  |                                                                        |
| 1980                                                                                             | 1980                                                                   |                                                                        | 7 182                                                                  |                                                                        |
| 1985                                                                                             | 1985                                                                   |                                                                        | 7 221                                                                  |                                                                        |
| 1987                                                                                             | 1987                                                                   |                                                                        | 7 175                                                                  |                                                                        |
| Anm: Befolkning den 31 december enligt den administrativa indelningen den 1 januari följande år. |                                                                        |                                                                        |                                                                        |                                                                        |